# Egilomen cochlidium
Egilomen cochlidium är en snäckart som först beskrevs av Cox 1868.  Egilomen cochlidium ingår i släktet Egilomen och familjen Charopidae. Inga underarter finns listade i Catalogue of Life.